# Зинчук, Александр Иванович
Алекса́ндр Ива́нович Зинчу́к (21 января 1920 — 22 ноября 2000) — советский дипломат. Чрезвычайный и полномочный посол. 
В 1971—1979 годах занимал должность генерального консула СССР в Сан-Франциско (США). С 6 марта 1985 по 7 февраля 1990 года — чрезвычайный и полномочный посол СССР в Иордании. Одновременно в 1986—1987 годах был чрезвычайным и полномочным послом СССР в Омане по совместительству.
Похоронен на Троекуровском кладбище (участок 4, ряд 18).